# Sablet
 Sablet  es una población y comuna francesa, en la región de Provenza-Alpes-Costa Azul, departamento de Vaucluse, en el distrito de Carpentras y cantón de Beaumes-de-Venise.
Está integrada en la Communauté de communes du Pays Voconces.

## Demografía
| 1007 | 1039 | 982 | 1014 | 1168 | 1282 |
| Para los censos de 1962 a 1999 la población legal corresponde a la población sin duplicidades (Fuente: INSEE [Consultar]) |      |     |      |      |      |